# Paul Terry
Paul Houlton Terry (San Mateo, 19 febbraio 1887 – New York, 25 ottobre 1971) è stato un produttore cinematografico, regista, sceneggiatore e animatore statunitense.

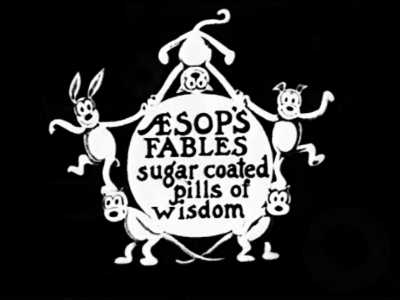
Aesop's Film Fables titoli di chiusura

Fu uno dei più prolifici produttori di film nella storia, ha prodotto oltre 1300 cartoni animati tra il 1915 e il 1955 tra cui la serie Terrytoons prodotta dal suo studio di animazione: i Terrytoons studios.
È inoltre conosciuto per essere l'ideatore della serie Farmer Al Falfa; un'altra serie famosissima prodotta da Paul Terry fu la serie di cortometraggi animati Aesop's Film Fables, Le favole di Esopo.